# Crash of the Titans
Crash of the Titans er et action-adventure spil udgivet af Sierra Entertainment, og udviklet af det Vancouver-baserede Radical Entertainment til Wii, Xbox 360, PlayStation 2 og PlayStation Portable; Nintendo DS og Game Boy Advance (kun NTSC) versionerne blev udviklet af Amaze Entertainment. Det blev udgivet i Nordamerika 4. oktober 2007, i Europa 12. oktober 2007 og i Australien 25. oktober 2007. Det er det første spil i Crash-serien der ikke har nogen japanske udgivelse.
Crash of the Titans er det 14. spil i Crash Bandicoot spilserien, men er det sjette kronologisk. Det startede med Crash Bandicoot i 1996. Det er det første Crash Bandicoot spil til en syvende generations spilkonsol, det andet til at understøtte 16:9 widescreen (det første var Crash Twinsanity), og det første til at understøtte Wi-Fi LAN.

## Plot
Spillets historie er centreret omkring opdagelsen af en ny, blå substans kaldet "Mojo", som seriens skurk, Doctor Neo Cortex, planlægger at bruge på at skabe en hær af loyale mutanter ud af indbyggerne på Wumpa Islands.
Det startede med at Crash Bandicoot, Crunch Bandicoot, og Coco Bandicoot sad ude foran deres hus, da Cortex dukkede op i et luftskib og og kidnappede Coco og Aku Aku i bure, samtidig med at han frøs Crunch ned så kun hans hoved var fri. Crash smed en maskine som Coco var ved at lave efter luftskibet, og ramte kæden der holdt Aku Akus bur, men Coco nåede uheldigvis at blive trukket op i luftskibet. Aku Akus bur landte i en skov ikke så langt væk. Da Crash fik hentet Aku Aku, fortsatte de efter Cortex' luftskib, og fandt ud af, at han og Uka Uka (Aku Akus bror) stjal Mojo fra et gigantisk tempel. Crash og Aku Aku fik stoppet dem i at fortsætte, og slog Cortex i en hurtig kamp, men sidstnævnte nåede at slippe væk. Da Cortex kom hjem til basen, fortalte Uka Uka at det var en kæmpe fejl at lade Crash leve, og sagde at han ville få Cortex udskiftet, selvom han modtog protester fra Tiny Tiger, Docter N. Gin og selve Cortex. Spilleren bliver nu introduceret for Nina Cortex, Neo Cortex' niece, og det er nu op til Crash og Aku Aku at nå frem til Nina og Uka Ukas gemmested, som er en gigantisk robot kaldet Doominator. Doominator skulle bruges til at udslette Wumpa Islands, og give verdensherredømme til Neo Cortex, men da Nina nu havde overtaget den, var det hende der kunne bruge den. Nina tvang Coco til at bygge videre på den, alt imens Crash Bandicoot og Aku Aku afhørte Tiny Tiger, Dr. N. Gin og Uka Uka om, hvor Doominator befandt sig. Crash og Aku Aku fandt til sidst frem til Nina, og de kæmpede i én sidste kamp, og det lykkedes Crash at standse Doominator, stoppe Nina, redde Coco, og slippe væk fra den gigantiske robot. Efter disse hændelser befriede Crunch sig selv fra isen da de kom tilbage, og de besluttede at fejre deres sejr med pandekager, som også ledte til Crashs første ord i hele serien: "Pandekager!" (på engelsk: "Pancakes!").

## Gameplay
Crash of the Titans indeholder et helt nyt 'combat system' der foregår i real-time. Det vil sige at man ikke længere kun kan dræbe fjender ved at snurre rundt, men at man kan få en lang række angreb. Disse låses op efterhånden som man kommer længere ind i spillet. Det klassiske 'snurre angreb' kan låses op for, under navnet 'Old Skool'.
Selve spillets udseende adskiller sig en del fra alle de tidligere spil i serien, da en stor del af figurene enten har fået deres udseende ændret en smule, eller fået helt nyt design.
Figurene der har fået den største ændring i udseende er Aku Aku og Uka Uka, og disse ændringer har betydning i spillets historie.
Som spiller kontrollere man Crash Bandicoot, der bliver nødt til at redde sin søster, stoppe Cortexs Doominator og redde Wumpa Island. Det første mål er at rede Aku Aku, der optræder som spillets vejleder, skjold, og skateboard. Derefter er målet med hver bane at bekæmpe store grupper af fjender, og bevæge sig fra bane til bane.